# Tour de France 1927
Il Tour de France 1927, ventunesima edizione della Grande Boucle, si svolse in ventiquattro tappe tra il 19 giugno e il 17 luglio 1927, per un percorso totale di 5 340 km. Fu vinto per la prima volta dal passista-cronoman e finisseur lussemburghese Nicolas Frantz (al terzo podio della corsa a tappe francese dopo due secondi posti nelle edizioni 1924 e 1926), che terminò la corsa con il tempo di 198h16'42", davanti a due corridori di nazionalità belga, entrambi esordienti al Tour: il passista-scalatore Maurice Dewaele e il passista-finisseur Julien Vervaecke.
Si trattò della seconda vittoria di un corridore lussemburghese al Tour, diciotto anni dopo l'impresa di François Faber (1909).

## Tappe
| Tappa  | Data      | Percorso                       | km    | Vincitore di tappa      | Leader cl. generale |
| ------ | --------- | ------------------------------ | ----- | ----------------------- | ------------------- |
| 1ª     | 19 giugno | Parigi > Dieppe                | 180   | Francis Pélissier       | Francis Pélissier   |
| 2ª     |           | Dieppe > Le Havre              | 103   | Maurice Dewaele         | Francis Pélissier   |
| 3ª     |           | Le Havre > Caen                | 225   | Hector Martin           | Francis Pélissier   |
| 4ª     |           | Caen > Cherbourg               | 140   | Camille Van de Casteele | Francis Pélissier   |
| 5ª     |           | Cherbourg > Dinan              | 199   | Ferdinand Le Drogo      | Francis Pélissier   |
| 6ª     |           | Dinan > Brest                  | 206   | André Leducq            | Ferdinand Le Drogo  |
| 7ª     |           | Brest > Vannes                 | 207   | Gustave Van Slembrouck  | Hector Martin       |
| 8ª     |           | Vannes > Les Sables d'Olonne   | 204   | Raymond Decorte         | Hector Martin       |
| 9ª     |           | Les Sables d'Olonne > Bordeaux | 285   | Adelin Benoît           | Hector Martin       |
| 10ª    |           | Bordeaux > Bayonne             | 189   | Pé Verhaegen            | Hector Martin       |
| 11ª    |           | Bayonne > Luchon               | 326   | Nicolas Frantz          | Nicolas Frantz      |
| 12ª    |           | Luchon > Perpignano            | 323   | Gustave Van Slembrouck  | Nicolas Frantz      |
| 13ª    |           | Perpignano > Marsiglia         | 360   | Maurice Dewaele         | Nicolas Frantz      |
| 14ª    |           | Marsiglia > Tolone             | 120   | Antonin Magne           | Nicolas Frantz      |
| 15ª    |           | Tolone > Nizza                 | 280   | Nicolas Frantz          | Nicolas Frantz      |
| 16ª    |           | Nizza > Briançon               | 275   | Julien Vervaecke        | Nicolas Frantz      |
| 17ª    |           | Briançon > Évian               | 283   | Pé Verhaegen            | Nicolas Frantz      |
| 18ª    |           | Évian > Pontarlier             | 213   | Adelin Benoît           | Nicolas Frantz      |
| 19ª    |           | Pontarlier > Belfort           | 119   | Maurice Geldhof         | Nicolas Frantz      |
| 20ª    |           | Belfort > Strasburgo           | 145   | Raymond Decorte         | Nicolas Frantz      |
| 21ª    |           | Strasburgo > Metz              | 165   | Nicolas Frantz          | Nicolas Frantz      |
| 22ª    |           | Metz > Charleville             | 159   | Hector Martin           | Nicolas Frantz      |
| 23ª    |           | Charleville > Dunkerque        | 270   | André Leducq            | Nicolas Frantz      |
| 24ª    | 17 luglio | Dunkerque > Parigi             | 270   | André Leducq            | Nicolas Frantz      |
| Totale | Totale    | Totale                         | 5 340 |                         |                     |

## Resoconto degli eventi
Per creare maggior interesse sulla corsa, gli organizzatori crearono un sistema di partenze con una differenza di 15 minuti tra i vari gruppi di corridori in base alla classifica; gli spettatori però erano disorientati da questo sistema che risultò un fiasco tanto che non fu più riproposto.
Nicolas Frantz, che al Tour era terminato già due volte al secondo posto della classifica generale (nel 1924 dietro all'italiano Ottavio Bottecchia e nel 1926 dietro al belga Lucien Buysse), fu il secondo ciclista lussemburghese ad imporsi nella corsa dopo François Faber, che aveva prevalso nel 1909. Frantz, che dominò la corsa infliggendo al suo più diretto avversario, Maurice Dewaele, quasi 2 ore di ritardo, si imporrà anche nell'edizione successiva (1928) del Tour.
Frantz fu leader alla fine di quattordici tappe, le ultime della manifestazione, sulle ventiquattro frazioni previste. Vinse infatti l'undicesima tappa, conquistando la maglia gialla che poi non avrebbe più perso fino all'arrivo di Parigi.
Al Tour de France 1927 parteciparono 142 corridori, divisi in sette squadre più i cicloturisti, dei quali 39 giunsero a Parigi. Il trionfatore Frantz e il francese André Leducq furono i corridori con il maggior numero di successi di tappa in questa edizione, tre ciascuno su un totale di ventiquattro frazioni.

## Classifiche finali

### Classifica generale - Maglia gialla
| Pos. | Corridore        | Squadra       | Tempo      |
| ---- | ---------------- | ------------- | ---------- |
| 1    | Nicolas Frantz   | Alcyon-Dunlop | 198h16'42" |
| 2    | Maurice Dewaele  | Labor-Dunlop  | a 1h48'21" |
| 3    | Julien Vervaecke | Armor-Dunlop  | a 2h25'06" |
| 4    | André Leducq     | Thomann       | a 3h02'05" |
| 5    | Adelin Benoît    | Alcyon-Dunlop | a 4h45'23" |
| 6    | Antonin Magne    | Alcyon-Dunlop | a 4h48'23" |
| 7    | Pé Verhaegen     | J.B. Louvet-  | a 6h18'36" |
| 8    | Julien Moineau   | Alleluia      | a 6h36'17" |
| 9    | Hector Martin    | J.B. Louvet   | a 7h07'34" |
| 10   | Maurice Geldhof  | J.B. Louvet   | a 7h16'02" |